# Saladinova citadela
Saladinova citadela je hrad v Sýrii (známý také jako Saone, Saône či Saladinův hrad). Nachází se 24 kilometrů východně od Latákie ve vysokohorském terénu, na hřebenu mezi dvěma hlubokými roklemi obklopený lesem. Společně s hradem Krak des Chevaliers byla citadela v roce 2006 zapsána na seznam světového dědictví UNESCO.

## Historie

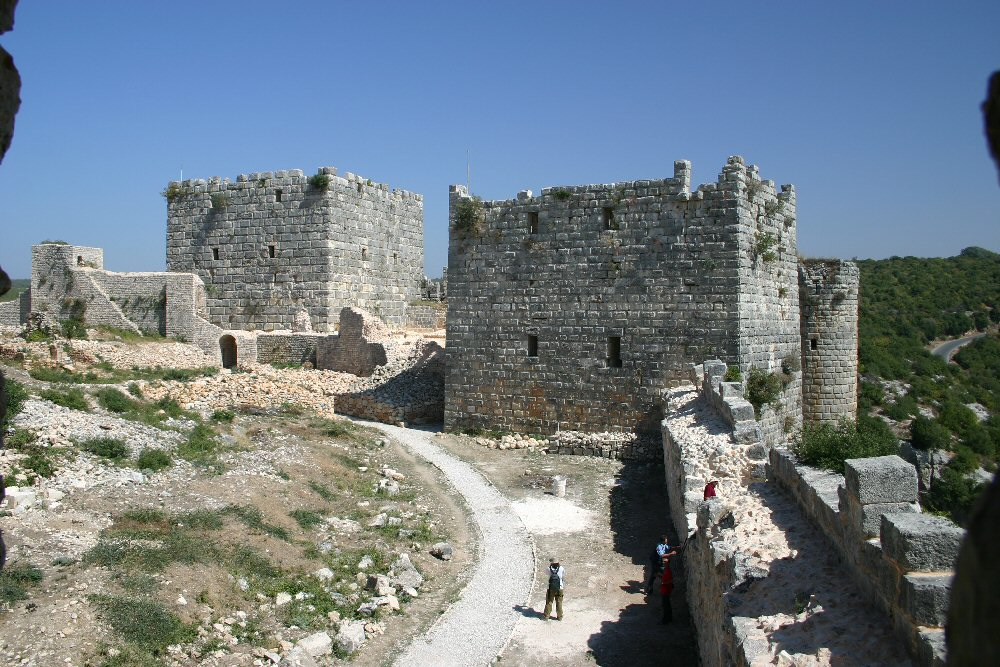
Jižní bašta s donjonem

Hrad byl vybudován již v antických dobách, kdy oblast ovládali Féničané, někdy okolo prvního tisíciletí před př. n. l. Roku 334 př. n. l. zde byli Féničané obleženi Alexandrem Velikým. V 10. století získali kontrolu nad pevností Byzantinci od dynastie emírů z Aleppa Hamdánovců. Po období Byzantské říše pevnost okupovali křižáci, kteří ji připojili k Antiochijskému knížectví. Po bitvě u Hattínu roku 1187 byl Saone obležen sultánem Saladinem a v červenci 1188 dobyt. Na znamení tohoto vítězství je hrad nazýván Saladinova citadela.
Zásobování hradu vodou umožňovala klenutá cisterna s půdorysem o rozměrech 32 × 9 metrů, přistavěná k příčné hradbě pod nejvyšším bodem hradního hřbetu. Původně byla zakryta trámovým stropem neseným kamennými konzolami. Klenební patky jsou umístěny dvanáct metrů nade dnem. Celkový objem cisterny je 2300 m³.